# Hargittai István
Hargittai István (szül. Wilhelm István) (Budapest, 1941. augusztus 11.–) Széchenyi-díjas magyar kémikus, tudománytörténész, egyetemi tanár, a Magyar Tudományos Akadémia rendes tagja. A krisztallográfia, a molekulaszerkezet-kutatás elméleti és kísérleti módszereinek, valamint a molekulamodellezés nemzetközi hírű tudósa. Munkássága jelentős a 20. századi tudománytörténet feldolgozásában, ehhez kapcsolódóan több könyvet írt, illetve interjúkat készített. Felesége Hargittai Magdolna (1945) kémikus, akadémikus.

## Életpályája
1959-ben érettségizett az Orosházi Táncsics Mihály Gimnáziumban, majd felvették az Eötvös Loránd Tudományegyetem (ELTE) Természettudományi Karának vegyész szakára. Két évvel később a moszkvai Lomonoszov Egyetem hallgatója lett. Itt szerzett kutatóvegyészi és tanári diplomát 1965-ben. 1972-ben védte meg egyetemi doktori disszertációját. Diplomájának megszerzése után a Magyar Tudományos Akadémia és az ELTE közös Kémiai-Szerkezeti Kutatólaboratóriumánál kapott állást tudományos munkatársi beosztásban. 1982-től tudományos tanácsadóként dolgozott tovább. Négy évvel később a laboratórium igazgatójává nevezték ki. 1993-ban kutatóprofesszori megbízást kapott. 1975-ben másodállásban az akadémián lett tudományos osztályvezető. 1980-ban az ELTE címzetes egyetemi tanárává avatta. 1991-ben a Budapesti Műszaki Egyetem Vegyészmérnöki Karának (BME, 2000-től Budapesti Műszaki és Gazdaságtudományi Egyetem Vegyészmérnöki és Biomérnöki Kar) általános és analitikai kémia tanszékére kapott egyetemi tanári és tanszékvezetői kinevezést. A tanszéket 1996-ig vezette. 2000-ben az egyetem Oláh György Doktori Iskolájának vezetője, 2006-ban az MTA és a BME Anyagszerkezeti és Modellezési Kutatócsoportjának vezetője lett. Számos külföldi intézmény vendégprofesszora volt: összesen hét évig különböző amerikai egyetemeken tanított. Tanított még norvég, svéd, izraeli, svájci és japán egyetemeken.
1971-ben védte meg a kémiai tudományok kandidátusi, 1977-ben akadémiai doktori értekezését. 1987-ben megválasztották a Magyar Tudományos Akadémia levelező, 1993-ban pedig rendes tagjává. Az MTA Fizikai-kémiai és Szervetlen Kémiai Bizottságának lett tagja, 1990 és 1996 között annak elnöke volt. 1988-ban a Norvég Tudományos Akadémia, 1994-ben a londoni Európai Akadémia (Academia Europaea) is felvette tagjai sorába. Akadémiai tisztségei mellett 1992 és 1996 között a Polányi Mihály-díj kuratóriumának elnökeként dolgozott. Számos krisztallográfiai iskola megbízott igazgatója volt. 1987-ben a Structural Chemistry című tudományos szakfolyóirat szerkesztőbizottságának tagja lett, 2001-ben a lap főszerkesztői tisztével bízták meg. Emellett a The Chemical Intelligencer főszerkesztője volt 1995 és 2000 között, továbbá a Methods in Stereochemical Analysis, a Leonardo, a Journal of Biological Systems és A kémia újabb eredményei szerkesztőbizottságának tagja.

## Munkássága
Fő kutatási területe a krisztallográfia, a molekulaszerkezet-kutatás elméleti és kísérleti módszerei, a molekulamodellezés, valamint a 20. század tudománytörténete.
Nevéhez fűződik az elektrondiffrakciós módszer és a vegyértékhéjelektronpár-taszítási elmélet jelentős továbbfejlesztése, amely egyszerűsítette ezek gyakorlati alkalmazását. Foglalkozik a kémiában előforduló kis szerkezeti változásokkal és gyenge kémiai kölcsönhatásokkal, illetve a szimmetria kémián túli, interdiszciplináris alkalmazásával. Az 1990-es évektől foglalkozik tudománytörténeti kérdésekkel, elsősorban a 20. századi természettudósok életével és az őket befolyásoló történelmi körülményekkel. Számos interjúkötet szerzője, a Candid Science című könyvsorozatából 2000 és 2006 között hat kötet jelent meg. Külön könyvet írt a Nobel-díjról.
Több mint négyszázötven tudományos publikáció szerzője vagy társszerzője. Munkáinak jelentős részét feleségével közösen írta, ebből számos könyvet és könyvfejezetet. Munkáit elsősorban magyar és angol nyelven adja közre.

## Díjai, elismerései
- A Moszkvai Állami Egyetem díszdoktora (1992)
- Széchenyi-díj (1996) – A gázelektron-diffrakció továbbfejlesztéséért, a molekulaszerkezet törvényszerűségeinek összehasonlító elemzésében elért kiemelkedő eredményeiért; a szimmetriafogalom interdiszciplináris megalapozásával kapcsolatos tevékenységéért. Megosztott díj Hargittai Magdolnával.
- az Észak-karolinai Egyetem díszdoktora (2000)
- Erdey László-díj (2003)
- az Orosz Tudományos Akadémia díszdoktora (2004)
- Az év ismeretterjesztő tudósa 2010. (2011.) TUK.[1]
- (192155) Hargittai = 2006 HZ17 kisbolygót Hargittai Istvánról és feleségéről Hargittai Magdolnáról nevezték el.

## Főbb publikációi
- Az elektrondiffrakciós atomtávolság (1974)
- Sulphone Molecular Structures (1978)
- Szimmetria egy kémikus szemével (Hargittai Magdolnával, 1983, angolul 1986, 1995)
- Symmetry: Unifying Human Understanding I–II. (szerk., 1986, 1989)
- Stereochemical Applications of Gas-Phase Electron Diffraction A, B (társszerk., 1988)
- Quasicrystals, Networks and Molecules of Fivefold Symmetry (szerk., 1990)
- Molekulageometria a kémiai változásokban : akadémiai székfoglaló : 1987. október 20. (1991)
- The VSEPR Model of Molecular Geometry (társszerző, 1991)
- Symmetry: A Unifying Concept (társszerző, 1994)
- A szerkezeti kémia perspektívái : akadémiai székfoglaló : 1993. november 16. (1994)
- Advances in Molecular Structure Research (szerk., 1995–2000)
- In Our Own Image: Personal Symmetry in Discovery (társszerző, 2000, magyarul 2003)
- Candid Science I–VI. (könyvsorozat, 2000–2006)
- Strength from Weakness: Structural Consequences of Weak Interactions in Molecules, Supermolecules and Crystals (társszerk., 2002)
- The Road to Stockholm: Nobel Prizes, Science and Scientists (2002, magyarul 2004)
- Életeink. Egy tudományos kutat találkozása a 20. századdal (önéletrajzi könyv, 2003)
- Teller Ede tragédiája (2004)
- Az öt világformáló marslakó (2007)
- Visual Symmetry (társszerző, 2008)
- Teller (2011)
- Ambíció és kíváncsiság, avagy mi hajtja a tudományos felfedezőket? (2012, angolul, 2011)
- Eltemetett dicsőség: avagy hogyan tették a szovjet tudósok szuperhatalommá a Szovjetuniót (2014, angolul, 2013)
- Különleges elmék: Találkozás 111 híres tudóssal (társszerző, 2014, angolul, 2014)
- Budapesti séták a tudomány körül (társszerző, 2015, angolul, 2015)
- Hargittai István–Hargittai Magdolna: Budapest scientific. A guidebook; Oxford University Press, Oxford, 2015
- Hargittai Balázs–Hargittai István: Science of crystal structures. Highlights of crystallography; Springer, Cham, 2015
- Hargittai Balázs–Hargittai István: A marslakók bölcsessége. Saját szavaikkal, megjegyzésekkel; Akadémiai Kiadó, Bp., 2016
- Hargittai Balázs–Hargittai István: Wisdom of the Martians of science. In their own words with commentaries; World Scientific, Singapore, 2016
- Hargittai István–Hargittai Magdolna: New York-i séták a tudomány körül; Akadémiai Kiadó, Bp., 2017
- Moszkvai séták a tudomány körül; Akadémiai Kiadó, Bp., 2018
- Mozaikokból egy élet; Akadémiai Kiadó, Bp., 2019
- Négyszemközt a tudománnyal. Válogatás Hargittai István írásaiból; szerk. Hargittai Balázs; Akadémiai Kiadó, Bp., 2020

## Forrásjegyzék
- A Magyar Tudományos Akadémia tagjai 1825–2002 I. (A–H). Főszerk. Glatz Ferenc. Budapest: MTA Társadalomkutató Központ. 2003. 481. o.
- MTI Ki Kicsoda 2009, Magyar Távirati Iroda Zrt., Budapest 2008, 434. old., ISSN 1787-288X
- Adatlap a Magyar Tudományos Akadémia oldalán
- Életrajz a BME Vegyészmérnöki és Biomérnöki Karának honlapján